# Spilogona alberta
Spilogona alberta är en tvåvingeart som först beskrevs av Huckett 1932.  Spilogona alberta ingår i släktet Spilogona och familjen husflugor.
Artens utbredningsområde är Québec. Inga underarter finns listade i Catalogue of Life.